# Henrik Carstenius
Henricus Henrici Carstenius, född 25 maj 1612 i Helsingfors, död 6 maj 1683 i Viborg, var en finländsk präst, gymnasielärare och biskop.

## Biografi
Carstenius var son till justitieborgmästaren i Helsingfors Henrik Fredriksson Carstens. Han erhöll skolundervisning i Helsingfors från 1620, i Reval samt i Åbo katedralskola från 1629 och prästvigdes i Åbo 1632. 1632-34 företog han en studieresa i Tyskland. Carstenius utnämndes till lektor i logik och fysik vid det planerade gymnasiet i Viborg 1634, blev tillförordnad kyrkoherde i Åbo 1634 och komminister där 1635. 1667 utsågs han till kyrkoherde och domprost i Viborg, en tjänst han tillträdde 1669. Därtill blev han förste teologie lektor vid Viborgs gymnasium 1670, var gymnasiets rektor 1672 och 1679. 1675 var han riksdagsman. Carstenius var 1679-1681 biskop i Viborgs stift, då han trädde tillbaka från tjänsten med bibehållen lön.